# K-19 - The Widowmaker
K-19 - The Widowmaker er en amerikansk film fra 2002 instrueret af Kathryn Bigelow.

## Medvirkende
- Harrison Ford – Nikolaj Vladimirovitj Satejev
- Liam Neeson – Vasily Arkhipov